# 스플라인 곡선
스플라인 곡선(영어: spline curve)은 주어진 복수의 제어점을 통과하는 부드러운 곡선으로, 인접한 두 점 사이에의 구간마다 별도의 다항식을 이용해 곡선을 정의한다.
스플라인은 금속이나 나무로 된 가늘고 긴 자를 뜻한다. 스플라인은 탄력이 있어 자유롭게 변형되는 곡선을 만들 수 있어, 자연스러운 곡선을 그리는 데 이용된다.
n차 스플라인 곡선은 n차 다항식을 이용한 것이지만, 일반적으로 스플라인 곡선은 3차 곡선을 이용한 보간법으로 널리 이용되고있다. 또한 1차 스플라인 곡선은 꺾은선 그래프에 해당한다.
n차 스플라인 곡선의 0차에서 n-1차까지의 미분은 모든 점에서 연속이다. 3차 곡선의 경우 끝점의 2차 미분이 0이 되게 함으로써 각 다항식의 모든 계수가 구해진다. 이 조건에서 얻은 것을 자연 스플라인 곡선이라 한다. 이 계수를 구하기 위해 연립 방정식을 풀어야 하지만, 3중대각행렬의 역행렬을 구하는 문제와 같으므로, 적은 계산으로 구할 수 있다.

## 같이 보기
- B-스플라인 곡선
- 베지에 곡선
- 스플라인 보간법